# Хинои, Асука
Асука Хинои (яп. 樋井 明日香 Хинои Асука, род. 8 января 1991, Каватинагано, Япония) — японская певица и актриса. В 2002—2008 годах занималась вокальной деятельностью, наиболее известна в качестве лидера группы Hinoi Team в 2005—2007 годах. С 2013 года занимается актёрской деятельностью (хотя второстепенные роли играла и до этого), снялась в шести фильмах и одиннадцати дорамах.

## Биография
Музыкальная карьера Асуки началась в 2002 году, когда она вместе с Хикару Коямой и Михо Хиросигэ была выбрана для формирования группы Love & Peace. Песня группы «Drifter» стала темой для фильма «Dodge Go! Go!», также девочки сыграли второстепенные роли в этом фильме. В 2003 году была сформирована группа «mezzo piano», которая не выпустила ни одной песни. Позже в 2003 году Томоко Кавасэ, более известная как Томми, увидев потенциал в Асуке, стала продюсером её первого сингла «Wanna Be Your Girlfriend», 5 месяцев спустя был выпущен второй сингл «Tatta Hitori no Kimi». 4 декабря 2004 года было объявлено, что Асука станет лидером группы Hinoi Team. В 2005—2007 годах группой Hinoi Team было выпущено множество синглов. Весной 2007 года Асука выпустила новое соло «Asu e no Hikari». В 2008 году была выпущена новая песня «Suiren». В 2012 году Асука стала моделью интернет-магазина модного бренда A-li-E. С 2013 года занимается актёрской деятельностью, снимается в фильмах, дораме, а также рекламе.

## Дискография

### Love & Peace
- Drifter

### Соло
- Wanna Be Your Girlfriend (19 ноября 2003 года)
- Tatta Hitori no Kimi (14 апреля 2004 года)
- Asu e no Hikari (2 мая 2007 года)
- Suiren (19 марта 2008 года)

## Фильмография
На 2016 год Асука снялась в 11 дорамах и 6 фильмах.

### Дорамы
- Pyua rabu (яп. ピュア・ラブ Пюа рабу, дословный перевод «Чистая любовь») (2002 год, TBS)
- Pyua rabu 2 (яп. ピュア・ラブII Пюа рабу ни) (2002 год, TBS)
- Pyua rabu 3 (яп. ピュア・ラブIII Пюа рабу сан) (2003 год, TBS)
- Kunimitsu no matsuri (яп. クニミツの政 Кунимицу но мацури) (2003 год, Fuji TV)
- Oniyome nikki: Ii yu da na (яп. 鬼嫁日記 いい湯だな Ониёмэ никки и:юдана, дословный перевод «Дневник Гарпии: июдана») (2007 год, Fuji TV)
- Aibō, 12 сезон (яп. 相棒 Season12 Айбо:) (16 октября 2013 года, TV Asahi)
- Nazo no Tenkosei (яп. なぞの転校生 Надзо но тэнко:сэй, дословный перевод «Таинственный ученик») (2014 год, TV Tokyo)
- Sougiya Matsuko no jikenbo 4 (яп. 葬儀屋松子の事件簿4 Со:гия Мацуко но дзикэнбо ён) (2014 год, TV Tokyo)
- Fasuto Kurasu (яп. ファーストクラス Фа:суто курасу, дословный перевод «Первый класс») (10 декабря 2014 года, Fuji TV)
- Yokoku-han: THE PAIN (яп. 予告犯－THE PAIN－ Ёкокухан дзэ пэин, дословный перевод «Преступление с уведомлением») (2015 год, WOWOW)
- Hibana (яп. 火花 Хибана, дословный перевод «Искра») (2016 год, Netflix)

### Фильмы
- Ikenie no jirenma (яп. 生贄のジレンマ Икэниэ но дзирэнма, дословный перевод «Дилемма жертвы») (2013 год)
- Ryugu no tsukai (яп. リュウグウノツカイ Рю:гу:ноцукай, дословный перевод «Сельдяной король») (2014 год)
- SHARING (2014 год)
- Sayonara kabukicho (яп. さよなら歌舞伎町 Саёнара Кабукитё:, дословный перевод «Прощай, Кабуки-тё») (2015 год)
- XXX Kiss Kiss Kiss (2015 год)
- Gosaigyō no Onna (яп. 後妻業の女 Госайгё: но онна, дословный перевод «Бизнес чёрной вдовы») (2016 год)